# Tashkent Challenger 1994
Il Tashkent Challenger 1994 è stato un torneo di tennis facente parte della categoria ATP Challenger Series nell'ambito dell'ATP Challenger Series 1994. Il torneo si è giocato a Tashkent in Uzbekistan dal 30 maggio al 5 giugno 1994 su campi in terra rossa.

## Vincitori

### Singolare
Chuck Adams ha battuto in finale  Filip Dewulf con il punteggio di 6–4, 4–6, 7–6

### Doppio
Karim Alami /  Sándor Noszály hanno battuto in finale  Daniel Fiala /  Jan Kodeš Jr. con il punteggio di 6–7, 6–4, 7–6